# Empieza el baile
Empieza el baile és una pel·lícula de comèdia dramàtica carretera musical argentina-espanyola de 2023 dirigida per Marina Seresesky. Narra la història d'una mítica i oblidada exparella de ball tanguera que emprenen un viatge per la carretera per a rememorar vells records i enfrontar les seves pors. És protagonitzada per Darío Grandinetti, Mercedes Morán i Jorge Marrale.
La pel·lícula es va estrenar el 14 de març de 2023 al Festival de Màlaga, mentre que als cinemes d'Espanya es va estrenar el 5 d'abril i a l'Argentina el 20 d'abril d'aquest mateix any. El 7 de juny, Empieza el baile fou llançada a la plataforma Star+.

## Argument
Narra la història de Carlos, un exbaillarí de tango i ara actor radicat a Espanya que rep una trucada des de Buenos Aires que l'informa que la seva antiga companya de ball, Margarita, ha mort. Quan arriba al velorio apareix Pichuquito, un vell amic que el porta a un club, on es troba Margarita viva i amb la notícia que van tenir un fill, que en l'actualitat ja té 40 anys. D'aquesta manera, els tres parteixen en un viatge en una furgoneta per a retrobar-se amb aquest fill que viu en Mendoza.

## Repartiment
- Darío Grandinetti com a Juan Carlos Moreno
- Mercedes Morán com a Margarita
- Jorge Marrale com a Pichuquito
- Pastora Vega com a Elvira
- Agostina Pozzi com a Julia
- Lautaro Zera com a Pupi
- Marcelo Xicarts com a Badu
- Carolina Sobisch com a Malena
- Pepe Novoa com a Roberto
- Marcelo Lacerna com a Sargento
- Santiago Caranza com a Carlitos

## Recepció

### Comentaris de la crítica
La pel·lícula va rebre ressenyes mitjanament positives per part de la crítica especialitzada. Guillermo Courau de La Nación va manifestar que «Empieza el baile és una pel·lícula tan tendra com amarga, no exempta de pinzellades d'humor negre que col·laboren a suavitzar una mica la seva essència taciturna». Laura Pérez de Fotogramas va indicar que el millor de la pel·lícula són «els diàlegs entre la parella protagonista» i la impecable interpretació de Marrale, no obstant això, va esmentar que el pitjor és el seu «començament que complica en forma el senzill».
D'altra banda, Pablo Scholz de Clarín va elogiar a la pel·lícula, dient que «hi ha prou d'humor negre en el film, una agudesa en les ocurrències, que permeten defugir alguns moments en els quals la trama frega la sensibleria més pura», mentre que «el ritme no decau i la il·luminació és natural». Ezequiel Boetti  de Página/12 va puntuar a la cinta amb un 5, al·ludint «la realitzadora Marina Seresesky desplega un arc dramàtic que recorda als de Juan José Campanella, a més d'una empremta costumista ancorada en altres èpoques del cinema argentí».

### Premis i nominacions
| Llista de premis i nominacions | Llista de premis i nominacions          | Llista de premis i nominacions                 | Llista de premis i nominacions | Llista de premis i nominacions | Llista de premis i nominacions |
| Any                            | Organització                            | Categoria                                      | Nominat/a(s)                   | Resultat                       | Ref(s)                         |
| ------------------------------ | --------------------------------------- | ---------------------------------------------- | ------------------------------ | ------------------------------ | ------------------------------ |
| 2023                           | Festival de Màlaga                      | Bisnaga d'Or                                   | Empieza el baile               | Nominat                        | [ 12 ] [ 13 ]                  |
| 2023                           | Festival de Màlaga                      | Premi del públic                               | Empieza el baile               | Guanyador                      | [ 12 ] [ 13 ]                  |
| 2023                           | Festival de Màlaga                      | Millor actor de repartiment                    | Jorge Marrale                  | Guanyador                      | [ 12 ] [ 13 ]                  |
| 2024                           | Premis Martín Fierro de Cinema i Sèries | Millor pel·lícula de cinema                    | Empieza el baile               | Nominat                        | [ 14 ]                         |
| 2024                           | Premis Cóndor de Plata                  | Millor pel·lícula en coproducció amb Argentina | Empieza el baile               | Nominat                        | [ 15 ]                         |